# In a Violent Nature
In a Violent Nature (bra: Natureza Violenta ou Uma Natureza Violenta) é um filme de terror experimental canadense de 2024, do subgênero slasher, escrito e dirigido por Chris Nash e estrelado por Ry Barrett, Andrea Pavlovic e Lauren-Marie Taylor. Descrito como um "slasher ambiente", centra-se num assassino ressuscitado que começa a matar um grupo de adolescentes. Contrariando a convenção do subgênero, os eventos são mostrados sob a perspectiva do assassino e não das vítimas.
O longa-metragem estreou no Festival de Sundance em 22 de janeiro de 2024 e foi lançado nos cinemas do Canadá e dos Estados Unidos pela IFC Films em 31 de maio. Estreando em 1 426 salas, marcou o maior lançamento cinematográfico da IFC até aquele momento, arrecadando cerca de 3 milhões de dólares na primeira semana em cartaz. Sua disponibilização na plataforma Shudder foi anunciada para o final do ano. O filme recebeu avaliações predominantemente favoráveis da crítica especializada.

## Enredo
Numa área florestal de Ontário, o assassino Johnny, considerado uma lenda local, é ressuscitado acidentalmente após um medalhão que o mantinha no túmulo ser roubado por um grupo de jovens. Enfurecido, ele sai em busca do artefato e, no caminho, mata um caçador. Depois de encontrar os jovens, passa a observá-los à distância. Após usar uma faca para matar um deles, consegue um par de ganchos e um machado, coloca uma antiga máscara de bombeiro e prossegue com a matança.
Os sobreviventes Kris e Colt encontram um guarda florestal que fala sobre a busca de Johnny pelo medalhão. O assassino os ataca, é brevemente imobilizado pelo guarda, mas o mata posteriormente. Também livra-se de Colt a vários golpes de machado enquanto Kris corre pela floresta, deixando o medalhão para trás. Na manhã seguinte, Kris é encontrada por uma motorista que se oferece para levá-la ao hospital. O final deixa implícito que Johnny recuperou o medalhão e, assim, retornou ao túmulo.

## Elenco
Este é o elenco principal do filme, na ordem dos créditos finais:
- Ry Barrett — Johnny
- Andrea Pavlovic — Kris
- Cameron Love — Colt
- Reece Presley — O guarda florestal
- Liam Leone — Troy
- Charlotte Creaghan — Aurora
- Lea Rose Sebastianis — Brodie
- Sam Roulston — Ehren
- Alexander Oliver — Evan
- Timothy Paul McCarthy — Chucky
- Tom Jacobs — Pai de Johnny
- Lauren-Marie Taylor[a] — A mulher

## Produção

### Desenvolvimento

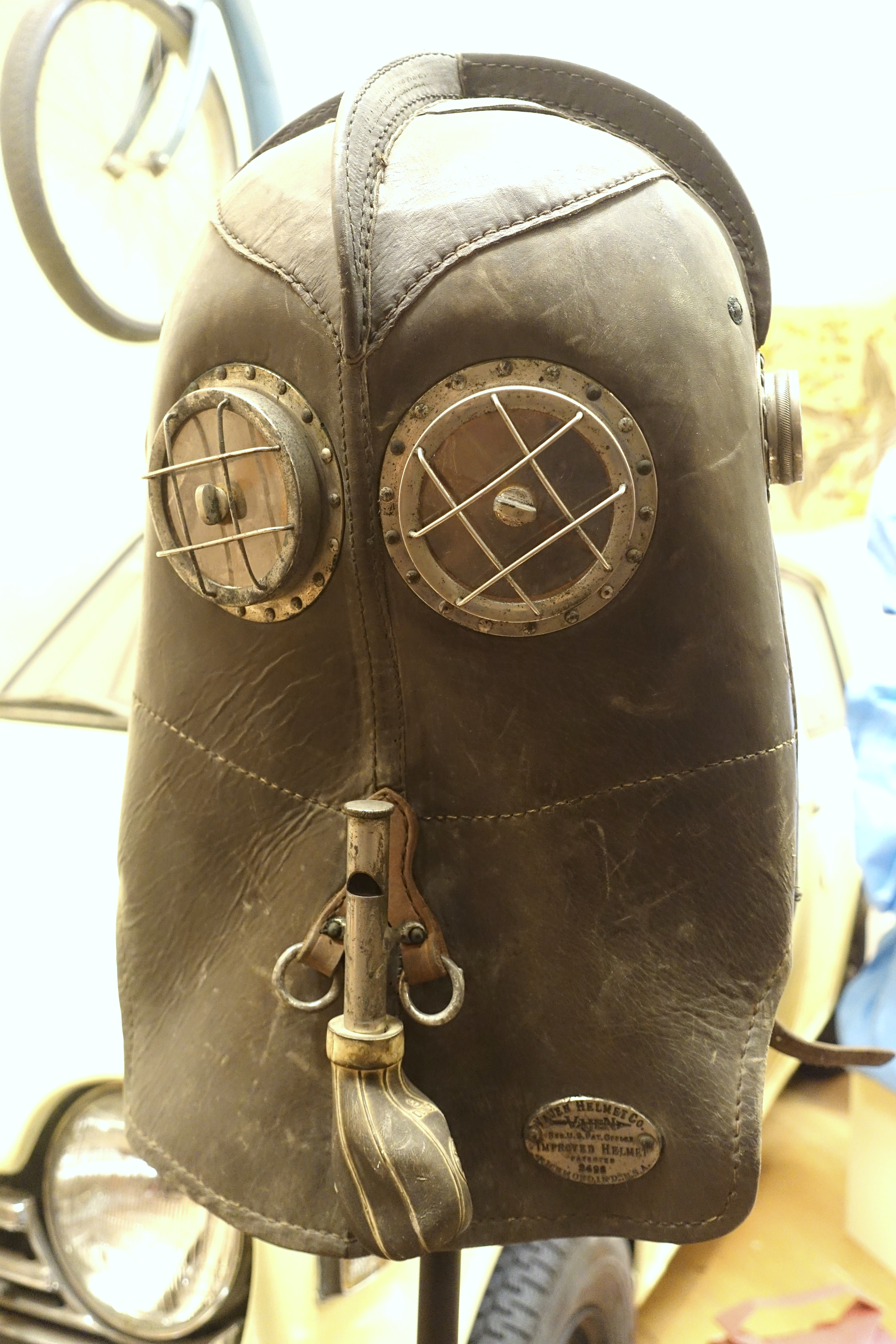
Um capacete de bombeiro fabricado pela Vajen-Bader Company em 1896, semelhante ao usado pelo vilão do filme.

Chris Nash, então um artista de efeitos especiais, apresentou o roteiro do filme aos produtores Peter Kuplowsky e Shannon Hanmer depois que o trio trabalhou junto na comédia de ficção científica Psycho Goreman (2020). In a Violent Nature foi a estreia de Nash na direção de um longa-metragem; ele já havia dirigido apenas alguns curtas-metragens e videoclipes. Johnny, um papel fisicamente desgastante que exigiria de grande parte da equipe uma significativa caminhada pela floresta, foi interpretado por Ry Barrett. Ele se preparou para o papel assistindo a vários filmes de monstros, vídeos de ataques reais de animais e produções como Angst (1983), de Gerald Kargl, e Elephant (1989), de Alan Clarke; também baseou sua performance no suspense Irréversible (2002), de Gaspar Noé, para a "forma como o espectador é uma testemunha da coisa toda". O filme marcou ainda o retorno de Lauren-Marie Taylor, intérprete de Vickie em Friday the 13th Part 2, ao cinema slasher.

### Filmagens
O longa começou a ser filmado na área de Kawartha Lakes, no centro de Ontário, Canadá, em 2021. Contudo, Nash lembrou mais tarde que a localidade "simplesmente parecia não estar atingindo o tom certo para nós". Devido a falhas de equipamentos, intempéries e outros contratempos, os produtores decidiram reiniciar as filmagens em outra locação, com novo elenco, equipe mínima e orçamento muito menor. O Distrito de Algoma, Ontário, perto de Sault Ste. Marie, foi escolhido como local definitivo para as gravações. Apenas uma cena da filmagem original foi usada na versão final do filme. O acessório escolhido como máscara de Johnny, um antigo capacete da marca Vajen-Bader de proteção contra incêndios, fazia Barrett suar muito durante as filmagens. Muitas das próteses de maquiagem foram providenciadas pelo próprio Nash.

### Estilo
Embora In a Violent Nature recorra a vários tropos do terror, incluindo um assassino mascarado, comentaristas associaram o longa ao cinema lento devido à ênfase em tomadas longas estáticas. Em vez de jump scares, a câmera acompanha Johnny a avançar silenciosamente em direção às suas vítimas e matá-las de uma maneira lenta, metódica e sangrenta, em cenas prolongadas. Uma parte considerável do filme mostra o vilão caminhando pela floresta. A principal inspiração de Nash para o estilo de seu filme foi a chamada "trilogia da morte" dirigida por Gus Van Sant — Gerry (2002), Elephant (2003) e Last Days (2005) — filmes caracterizados por Nash como "mais lentos, mais metódicos, mais deliberados e [que] seguem os personagens ao longo de uma cena". Ele também citou o trabalho do diretor Terrence Malick como uma influência.
In a Violent Nature não apresenta trilha sonora perceptível, optando pela ênfase na paisagem sonora, que mistura sons da floresta com ruídos humanos. As vozes são ouvidas conforme Johnny se aproxima; muitas vezes, são captadas apenas partes dispersas das conversas, que ficam mais claras se forem sobre algo importante. Quanto à abordagem estilística do longa, Nash pontuou: "Sempre quisemos tratá-lo quase como um documentário sobre a natureza. Ele está te embalando numa sensação [de que] o perigo não está exatamente lá. Quando você vê turistas chegando muito perto dos ursos, eles comentam 'Oh, não, olha, não está acontecendo nada. Está tudo bem'. E então, de repente, o urso simplesmente se vira e ataca você. Você está muito indefeso e não tem ideia de que eles são capazes de tamanho poder e brutalidade".

## Lançamento e recepção
In a Violent Nature estreou mundialmente em 22 de janeiro de 2024 no Festival Sundance de Cinema, como parte da programação "Midnight" do evento. Uma exibição promocional ao ar livre foi realizada na Governors Island, em Nova Iorque, no dia 18 de maio de 2024, com a presença dos atores Ry Barrett, Andrea Pavlovic e Lauren-Marie Taylor. O filme foi lançado nos cinemas dos Estados Unidos pela IFC Films em 31 de maio de 2024 e, em 12 de julho, nos cinemas do Reino Unido. Foi disponibilizado digitalmente em 28 de junho e sua inclusão no serviço de streaming Shudder foi anunciada para o final do ano.

### Bilheteria
A IFC lançou In a Violent Nature na América do Norte em 31 de maio de 2024 em 1 426 salas, marcando o maior lançamento de abertura de um filme do estúdio, A produção arrecadou 410 000 dólares nas prévias de quinta-feira à noite. Obteve 2,1 milhões de dólares nas bilheterias norte-americanas durante o fim de semana de estreia, tornando-se a segunda melhor abertura para a IFC depois de Late Night with the Devil. Em 21 de junho de 2024, havia arrecadado 4 192 513 dólares nas bilheterias.

### Resposta da crítica
No agregador de críticas Rotten Tomatoes, 78% das 166 avaliações dos críticos são positivas, o que equivale a uma classificação média de 6,5/10. O consenso do site diz: "Tão focado unicamente no caos quanto seu monstro demoníaco, In a Violent Nature serve um banquete deliciosamente repugnante para os aficionados por gore". O Metacritic, que usa uma média ponderada, atribuiu ao filme uma pontuação de 68 em 100, com base em 26 críticos, indicado avaliações "geralmente favoráveis".
Dennis Harvey, da Variety, escreveu que a "abordagem simplificada do filme para uma essência familiar tem uma distinção que é impressionante e certamente agradará os fãs que estão sempre prontos para um novo slasher — mas gostaria que a maioria não fosse tão intercambiável". Cheryl Eddy, do Gizmodo, descreveu-o como "um experimento artístico fascinante e os fãs do gênero definitivamente deveriam dar uma olhada. Mas também pode te fazer desejar assistir a um slasher tradicional — para algo mais divertido e interessante, podemos sugerir Friday the 13th Part 2? — em vez disso". Jeannette Catsoulis, do The New York Times, elogiou a atmosfera "onírica" do filme, concluindo: "Nash tentou uma mistura ambiciosa de cinema de arte e matadouro cujo final de puxar tapetes polarizará, mesmo que sua lógica temperamental prevaleça".
Michael Gingold, da Rue Morgue, escreveu que o estilo do filme "não é bem uma reinvenção da forma, mas cria um tipo diferente e muito eficaz de tensão". Em resenha na IndieWire, David Ehrlich atribuiu ao filme uma nota "C", escrevendo que o longa "deriva seu poder semi-hipnótico da desconexão que ele cria entre a pura cinematografia do que acontece e a indiferença sonâmbula com que tudo acontece. O efeito é interessante na teoria, mas amplamente insatisfatório na execução (trocadilho muito intencional)". Em uma lista publicada em 20 de junho de 2024, a Variety classificou In a Violent Nature como o melhor filme de terror do ano até então, com o editor William Earl observando: "Em meio às mortes escandalosas e ao trabalho de câmera nítido, há uma sátira afiada misturada com empatia, beleza e medo genuíno".

## Sequência
Em julho de 2024, uma sequência, In a Violent Nature 2, foi anunciada na San Diego Comic-Con. Nash teve o retorno confirmado como roteirista. O produtor Peter Kuplowsky disse: "In a Violent Nature foi originalmente concebido como uma meta-sequência dentro de uma série slasher fictícia, então sempre imaginamos caos além do escopo do filme original. Estamos entusiasmados em retornar para um novo capítulo e animados para implantar Johnny como um canal para mais experimentos no gênero".